# Tömzsi susulyka
A tömzsi susulyka vagy tömör susulyka (Inocybe sambucina) a susulykafélék családjába tartozó, Európában honos, fenyvesekben élő, mérgező gombafaj.

## Megjelenése
A tömzsi susulyka kalapja 3-7 (9) cm széles, alakja fiatalon kúpos, majd domborúan kiterül, közepén púppal; susulykához képest kissé húsos. Színe eleinte selymesen fehér, törtfehér, majd sárgásra, sárgásbarnára színeződik. Idősen a széle hajlamos behasadozni. 
Húsa fehér vagy sárgásfehér, viszonylag kemény, rostos. Íze nem jellegzetes; szaga kellemetlen, spermaszerű. 
Közepesen sűrű lemezei kissé tönkhöz nőttek. Színük fiatalon fehér, később bézs vagy sárgás. 
Tönkje 3-8 (11) cm magas és 1-2,5 (3,5) cm vastag. Alakja hengeres, töve kissé megvastagodott. Színe fehér, felszíne hosszanti rostos-barázdált. 
Spórapora rozsda- vagy dohánybarna. Spórája vese alakú, sima, mérete 7-11 x 4,4-6µm. 

### Hasonló fajok
A karéjos susulyka, a selymes susulyka, az elefántcsont-csigagomba, a zsemleszínű fakógomba hasonlíthat hozzá. 

## Elterjedése és termőhelye
Európában honos. 
Homokos, mészszegény talajú fenyvesekben, vegyes erdőkben él. Nyáron és ősszel terem.

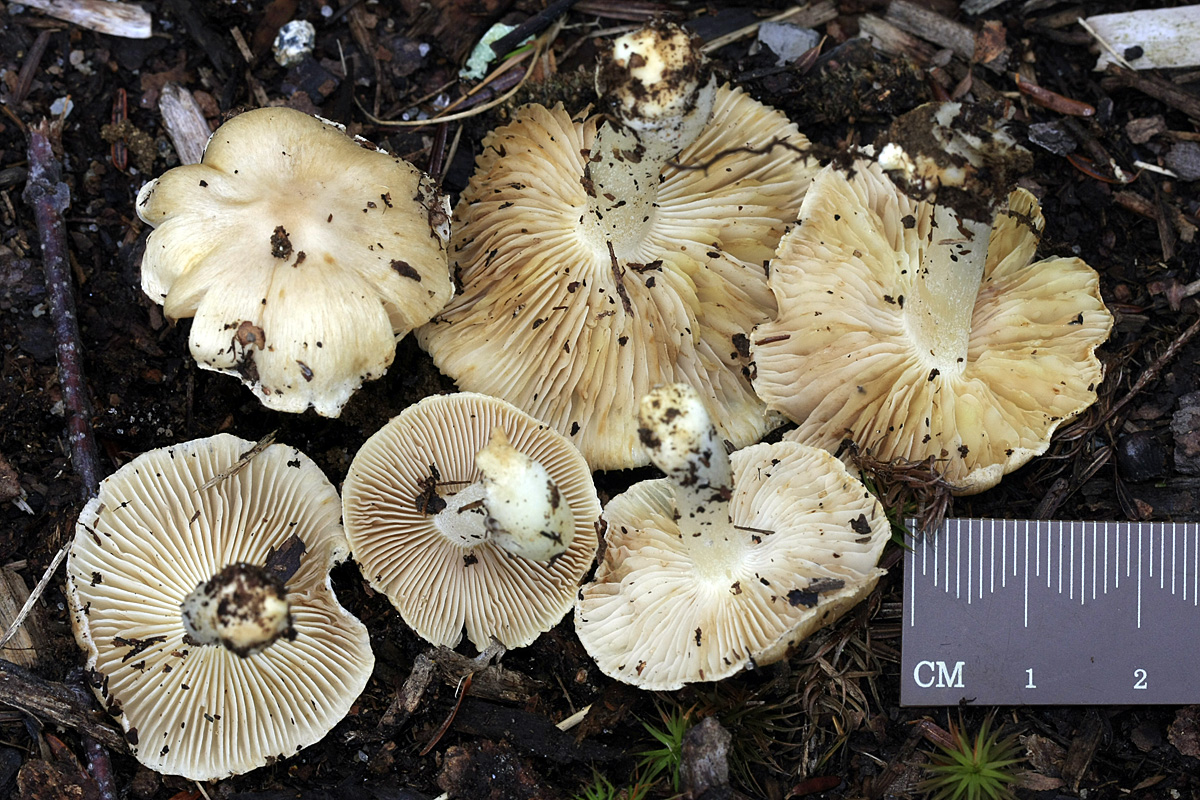
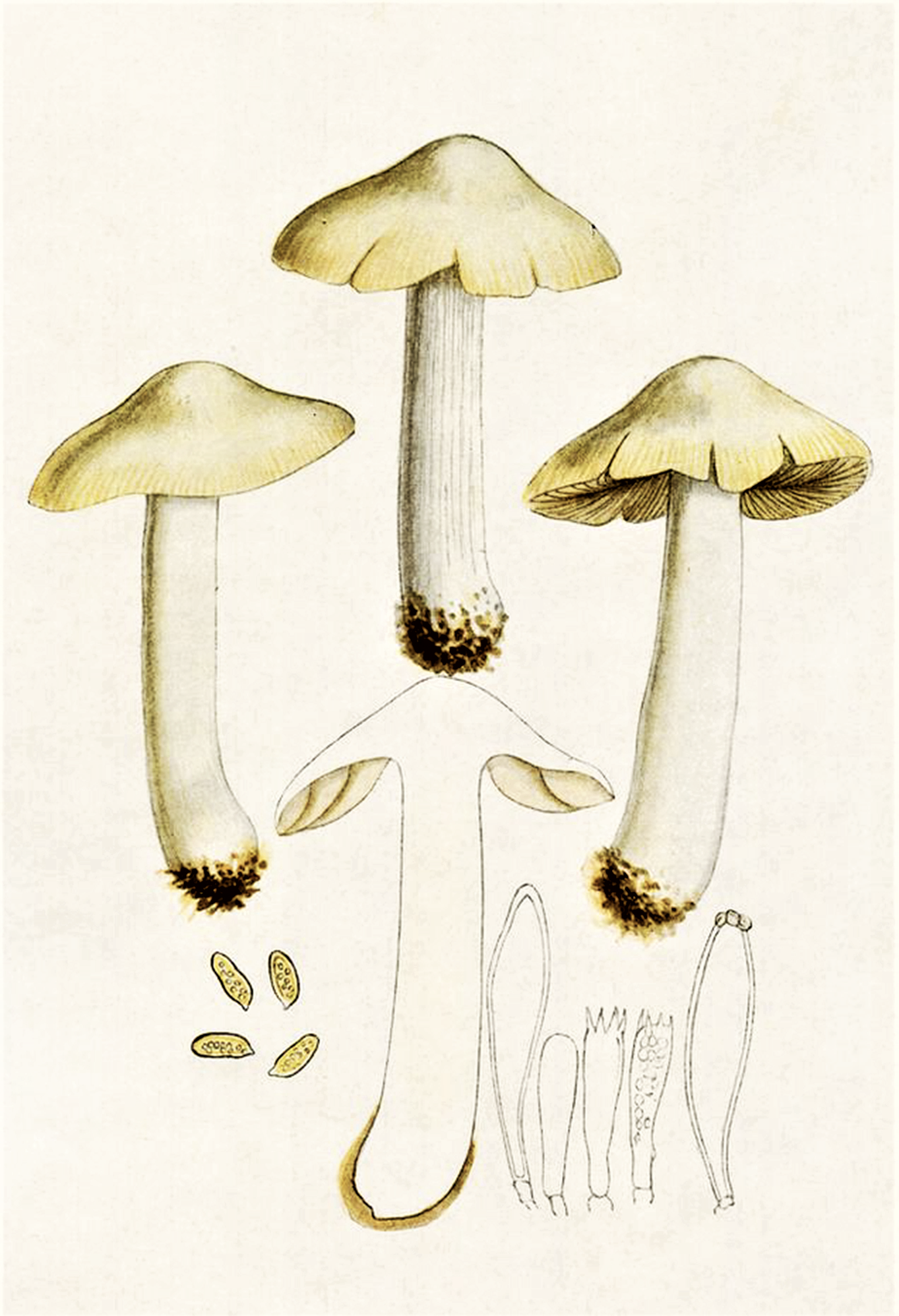
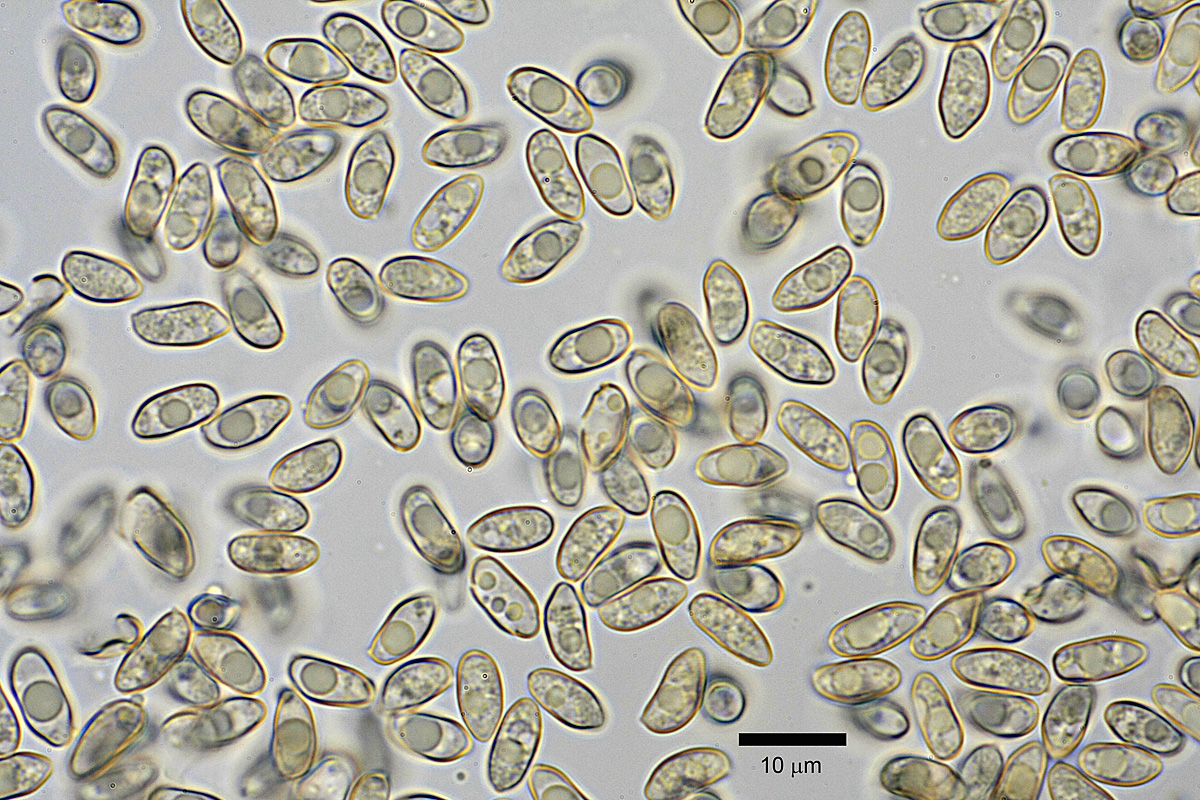

Mérgező, muszkarint tartalmaz.